# Подлоги
Подлоги (бел. Падлогі) — упразднённый посёлок в Светиловичском сельсовете Ветковского района Гомельской области Белоруссии.

## География

### Расположение
В 27 км на север от Ветки, 49 км от Гомеля. На юге граничит с лесом.

## Транспортная сеть
Транспортные связи по просёлочной, затем автомобильной дороге Светиловичи — Гомель. Планировка состоит из прямолинейной улицы, ориентированной с юго-запада на северо-восток и застроенной двусторонне деревянными домами усадебного типа.

## История
Основан в начале XX века переселенцами из соседних деревень. В 1929 году жители вступили в колхоз. В 1959 году входил в состав совхоза «Восточный» (центр — деревня Акшинка).
В результате катастрофы на Чернобыльской АЭС и радиационного загрязнения жители (53 семьи) переселены в 1991 году в чистые места.
Официально упразднён в 2011 году.

## Население

### Численность
- 2010 год — жителей нет.

### Динамика
- 1940 год — 27 дворов, 105 жителей.
- 1959 год — 126 жителей (согласно переписи).
- 1991 год — жители (53 семьи) переселены.